# Элементарная частица

Стандартная модель элементарных частиц

Элемента́рная части́ца — собирательный термин, относящийся к микрообъектам в субъядерном масштабе, которые на данный момент на практике невозможно расщепить на составные части.
Следует иметь в виду, что некоторые элементарные частицы (электрон, нейтрино, кварки и т. д.) на данный момент считаются бесструктурными и рассматриваются как первичные фундаментальные частицы. Другие элементарные частицы (так называемые составные частицы, в том числе частицы, составляющие ядро атома — протоны и нейтроны) имеют сложную внутреннюю структуру, но тем не менее, по современным представлениям, разделить их на части невозможно по причине эффекта конфайнмента.
Всего вместе с античастицами открыто более 350 элементарных частиц. Из них стабильны фотон, электронное и мюонное нейтрино, электрон, протон и их античастицы. Остальные элементарные частицы самопроизвольно распадаются по экспоненциальному закону с постоянной времени от приблизительно 880 секунд (для свободного нейтрона) до ничтожно малой доли секунды (от 10−24 до 10−22 с для резонансов).
Строение и поведение элементарных частиц изучается физикой элементарных частиц.
Все элементарные частицы подчиняются принципу тождественности (все элементарные частицы одного вида во Вселенной полностью одинаковы по всем своим свойствам) и принципу корпускулярно-волнового дуализма (каждой элементарной частице соответствует волна де-Бройля).
Все элементарные частицы обладают свойством взаимопревращаемости, являющегося следствием их взаимодействий: сильного, электромагнитного, слабого, гравитационного. Взаимодействия частиц вызывают превращения частиц и их совокупностей в другие частицы и их совокупности, если такие превращения не запрещены законами сохранения энергии, импульса, момента импульса, электрического заряда, барионного заряда и др.
Основные характеристики элементарных частиц: время жизни, масса, спин, электрический заряд, магнитный момент, барионный заряд, лептонный заряд, странность, очарование, прелесть, истинность, изотопический спин, чётность, зарядовая чётность, G-чётность, CP-чётность, T-чётность, R-чётность, P-чётность.

## Классификация

### По времени жизни
Все элементарные частицы делятся на два класса:
- Стабильные элементарные частицы — частицы, имеющие бесконечно большое время жизни в свободном состоянии (протон, электрон, нейтрино, фотон, гравитон и их античастицы).
- Нестабильные элементарные частицы — частицы, распадающиеся на другие частицы в свободном состоянии за конечное время (все остальные частицы).

### По массе
Все элементарные частицы делятся на два класса:
- Безмассовые частицы — частицы с нулевой массой (фотон, глюон).
- Частицы с ненулевой массой (все остальные частицы).

### По величинеспина
Все элементарные частицы делятся на два класса:
- бозоны — частицы с целым спином[3] (например, фотон, глюон, мезоны, бозон Хиггса);
- фермионы — частицы с полуцелым спином[3] (например, электрон, протон, нейтрон, нейтрино).

### По видам взаимодействий
Элементарные частицы делятся на следующие группы:

#### Составные частицы
- Адроны — частицы, участвующие во всех видах фундаментальных взаимодействий. Они состоят из кварков и подразделяются, в свою очередь, на:
  - мезоны — адроны с целым спином, то есть являющиеся бозонами;
  - барионы — адроны с полуцелым спином, то есть фермионы. К ним, в частности, относятся частицы, составляющие ядро атома, — протон и нейтрон.

#### Фундаментальные (бесструктурные) частицы
- Лептоны — фермионы, которые имеют вид точечных частиц (то есть не состоящих ни из чего) вплоть до масштабов порядка 10−18 м. Не участвуют в сильных взаимодействиях. Участие в электромагнитных взаимодействиях экспериментально наблюдалось только для заряженных лептонов (электроны, мюоны, тау-лептоны) и не наблюдалось для нейтрино. Известны 6 типов лептонов.
- Кварки — дробно заряженные частицы, входящие в состав адронов. В свободном состоянии не наблюдались (для объяснения отсутствия таких наблюдений предложен механизм конфайнмента). Как и лептоны, делятся на 6 типов и считаются бесструктурными, однако, в отличие от лептонов, участвуют в сильном взаимодействии.
- Калибровочные бозоны — частицы, посредством обмена которыми осуществляются взаимодействия:
  - фотон — частица, переносящая электромагнитное взаимодействие;
  - восемь глюонов — частиц, переносящих сильное взаимодействие;
  - три промежуточных векторных бозона W+, W− и Z0, переносящие слабое взаимодействие;
  - гравитон — гипотетическая частица, переносящая гравитационное взаимодействие. Существование гравитонов, хотя пока не доказано экспериментально в связи со слабостью гравитационного взаимодействия, считается вполне вероятным; однако гравитон не входит в Стандартную модель элементарных частиц.

Адроны и лептоны образуют вещество. Калибровочные бозоны — это кванты разных типов взаимодействий.
Кроме того, в Стандартной модели с необходимостью присутствует хиггсовский бозон, предсказанный в 1964 году и обнаруженный в 2012 году на Большом адронном коллайдере.

## Размеры элементарных частиц
Несмотря на большое разнообразие элементарных частиц, их размеры укладываются в две группы. Размеры адронов (как барионов, так и мезонов) составляют около 10−15 м, что близко к среднему расстоянию между входящими в них кварками. Размеры фундаментальных, бесструктурных частиц — калибровочных бозонов, кварков и лептонов — в пределах погрешности эксперимента согласуются с их точечностью (верхний предел диаметра составляет около 10−18 м) (см. пояснение). Если в дальнейших экспериментах окончательные размеры этих частиц не будут обнаружены, то это может свидетельствовать о том, что размеры калибровочных бозонов, кварков и лептонов близки к фундаментальной длине (которая весьма вероятно может оказаться планковской длиной, равной 1,6·10−35 м).
Следует отметить, однако, что размер элементарной частицы является достаточно сложной концепцией, не всегда согласующейся с классическими представлениями. Во-первых, принцип неопределённости не позволяет строго локализовать физическую частицу. Волновой пакет, представляющий частицу как суперпозицию точно локализованных квантовых состояний, всегда имеет конечные размеры и определённую пространственную структуру, причём размеры пакета могут быть вполне макроскопическими — например, электрон в эксперименте с интерференцией на двух щелях «чувствует» обе щели интерферометра, разнесённые на макроскопическое расстояние. Во-вторых, физическая частица меняет структуру вакуума вокруг себя, создавая «шубу» из кратковременно существующих виртуальных частиц — фермион-антифермионных пар (см. Поляризация вакуума) и бозонов-переносчиков взаимодействий. Пространственные размеры этой области зависят от калибровочных зарядов, которыми обладает частица, и от масс промежуточных бозонов (радиус оболочки из массивных виртуальных бозонов близок к их комптоновской длине волны, которая, в свою очередь, обратно пропорциональна их массе). Так, радиус электрона с точки зрения нейтрино (между ними возможно только слабое взаимодействие) примерно равен комптоновской длине волны W-бозонов, ~3×10−18 м, а размеры области сильного взаимодействия адрона определяются комптоновской длиной волны легчайшего из адронов, пи-мезона (~10−15 м), выступающего здесь как переносчик взаимодействия.

## История
Первоначально термин «элементарная частица» подразумевал нечто абсолютно элементарное, первокирпичик материи. Однако, когда в 1950-х и 1960-х годах были открыты сотни адронов с похожими свойствами, стало ясно, что по крайней мере адроны обладают внутренними степенями свободы, то есть не являются в строгом смысле слова элементарными. Это подозрение в дальнейшем подтвердилось, когда выяснилось, что адроны состоят из кварков.
Таким образом, физики продвинулись ещё немного вглубь строения вещества: самыми элементарными, точечными частями вещества сейчас считаются лептоны и кварки. Для них (вместе с калибровочными бозонами) применяется термин «фундаментальные частицы».
В активно разрабатываемой примерно с середины 1980-х теории струн предполагается, что элементарные частицы и их взаимодействия являются следствиями различных видов колебаний особо малых «струн».

## Стандартная модель
Стандартная модель элементарных частиц включает в себя 12 ароматов фермионов, соответствующие им античастицы, а также калибровочные бозоны (фотон, глюоны, W- и Z-бозоны), которые переносят взаимодействия между частицами, и обнаруженный в 2012 году бозон Хиггса, отвечающий за наличие инертной массы у частиц. Однако Стандартная модель в значительной степени рассматривается скорее как теория временная, а не действительно фундаментальная, поскольку она не включает в себя гравитацию и содержит несколько десятков свободных параметров (массы частиц и т. д.), значения которых не вытекают непосредственно из теории. Возможно, существуют элементарные частицы, которые не описываются Стандартной моделью — например, такие, как гравитон (частица, гипотетически переносящая гравитационные силы) или суперсимметричные партнёры обычных частиц. Всего модель описывает 61 частицу.

### Фермионы
12 ароматов фермионов разделяются на 3 семейства (поколения) по 4 частицы в каждом. Шесть из них — кварки. Другие шесть — лептоны, три из которых являются нейтрино, а оставшиеся три несут единичный отрицательный заряд: электрон, мюон и тау-лептон.
| Первое поколение         | Второе поколение           | Третье поколение                           |
| ------------------------ | -------------------------- | ------------------------------------------ |
| Электрон: e−             | Мюон: μ−                   | Тау-лептон: τ−                             |
| Электронное нейтрино: νe | Мюонное нейтрино: νμ       | Тау-нейтрино: {\displaystyle \nu _{\tau }} |
| u-кварк («верхний»): u   | c-кварк («очарованный»): c | t-кварк («истинный»): t                    |
| d-кварк («нижний»): d    | s-кварк («странный»): s    | b-кварк («прелестный»): b                  |

#### Античастицы
Также существуют 12 фермионных античастиц, соответствующих вышеуказанным двенадцати частицам.
| Первое поколение                                            | Второе поколение                                           | Третье поколение                                        |
| ----------------------------------------------------------- | ---------------------------------------------------------- | ------------------------------------------------------- |
| позитрон: e+                                                | Положительный мюон: μ+                                     | Положительный тау-лептон: τ+                            |
| Электронное антинейтрино: {\displaystyle {\bar {\nu }}_{e}} | Мюонное антинейтрино: {\displaystyle {\bar {\nu }}_{\mu }} | Тау-антинейтрино: {\displaystyle {\bar {\nu }}_{\tau }} |
| u-антикварк: {\displaystyle {\bar {u}}}                     | c-антикварк: {\displaystyle {\bar {c}}}                    | t-антикварк: {\displaystyle {\bar {t}}}                 |
| d-антикварк: {\displaystyle {\bar {d}}}                     | s-антикварк: {\displaystyle {\bar {s}}}                    | b-антикварк: {\displaystyle {\bar {b}}}                 |

#### Кварки
Кварки и антикварки никогда не были обнаружены в свободном состоянии — это объясняется явлением конфайнмента. На основании симметрии между лептонами и кварками, проявляемой в электромагнитном взаимодействии, выдвигаются гипотезы о том, что эти частицы состоят из более фундаментальных частиц — преонов.

## Неизвестные частицы
По мнению большинства физиков, существуют неизвестные доселе типы частиц, из которых состоит тёмная материя